# NAND型フラッシュメモリ

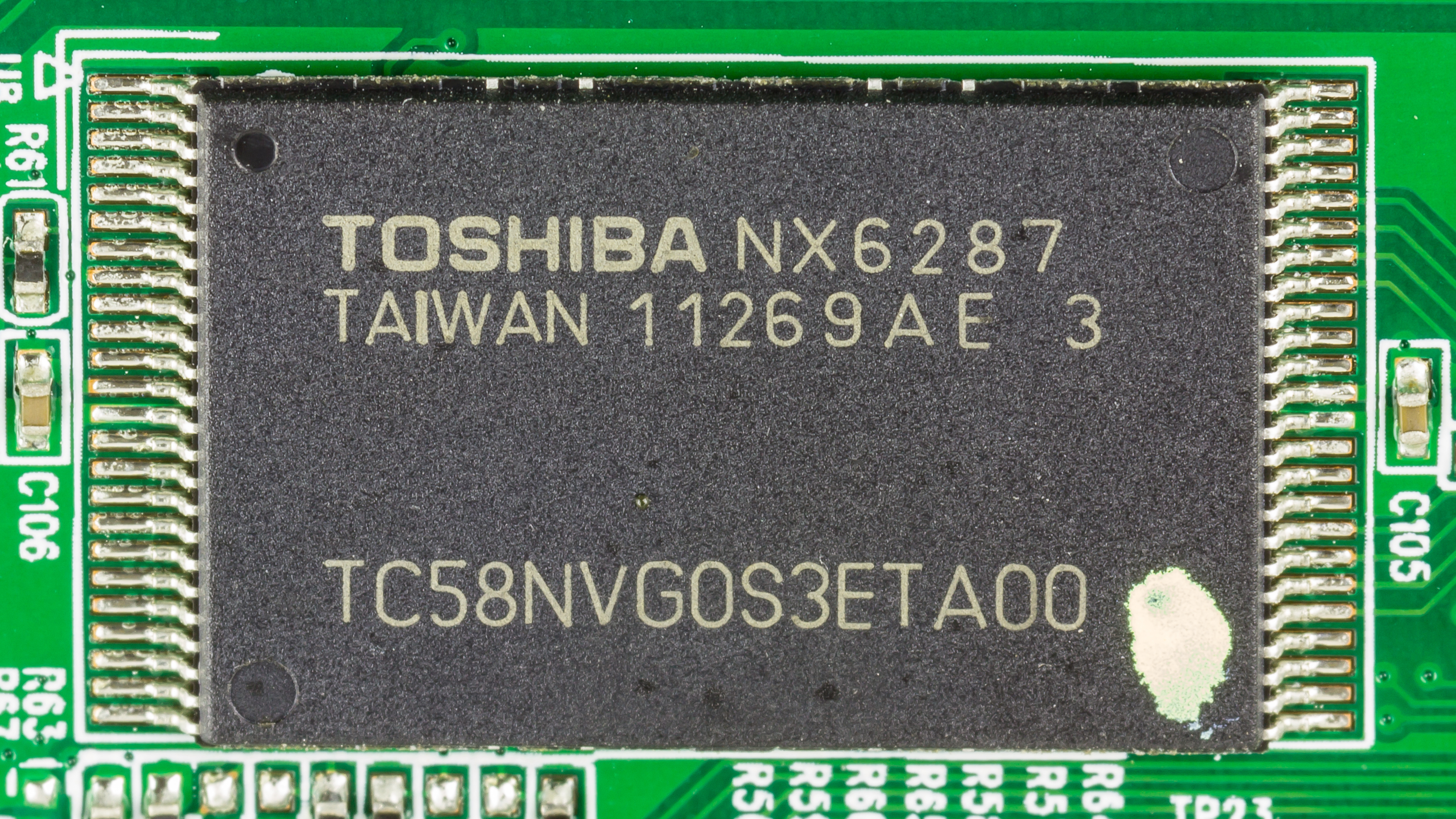
東芝（現キオクシア）製のNAND型フラッシュメモリ

NAND型フラッシュメモリ（ナンドがたフラッシュメモリ、NANDフラッシュメモリ）は、不揮発性記憶素子のフラッシュメモリの一種である。
NOR型フラッシュメモリと比べて回路規模が小さく、安価に大容量化できる。また書き込みや消去も高速であるが、バイト単位の書き替え動作は不得手である。従来のフロッピーディスクに代わるPC用のUSBメモリやソリッドステートドライブ (SSD)、デジタルカメラ用のメモリーカード、携帯音楽プレーヤー、携帯電話などの記憶装置として使用される。

## 構造
NAND型フラッシュメモリの内部等価回路
8ページでの記憶単位を例に示す。このような列が図での左右方向に多数並び、縦横方向には読み書きのための配線が網目状に走るだけで済ますことができる。浮遊ゲートを持つセルは互いに結合されて冗長な回路が少なく、集積度が向上する。

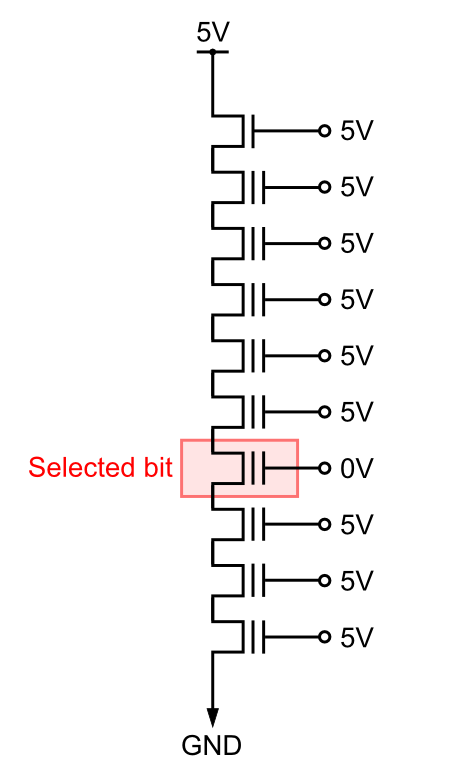

1ビットの情報を蓄積するのに必要な回路構成をメモリセル、または単にセルと呼ぶ。NAND型の場合、1つのセルはシリコン基板上のP型半導体層を挟みこむようにソースとドレインとなる2つのN型半導体部分を作り、そのP型の上にトンネル酸化膜と呼ばれる薄い層を経てポリシリコン製の浮遊ゲート (Floating Gate) を作り、さらにその上に制御ゲート (Control Gate) を置く。
図のような列が左右方向に多数並び、このまとまりがブロック、横の行がページ（ともに後述）になる。
浮遊ゲート内の電子は、浮遊ゲートを覆う絶縁体により保持されるため、電源を供給することなくデータを数年間程度保持することができる。

## 基本動作

NAND型フラッシュメモリの等価回路と構造
ページ数分の記憶セルが直列に接続されている

NAND型フラッシュメモリでは上書き動作が行えないため、（書き込み可能な空きページがなければ）書き換えない部分を読み出して別に保持し、そのブロック全体を消去してからブロックを書き込む動作が求められる。以下では基本動作を説明し、ページとブロックに関する詳しい動作の説明は後述する。
消去
消去はブロック単位で行われ、消去動作はP型半導体層に電圧をかけて浮遊ゲートから電子を引き抜くことで行われる。
書き込み
情報の書き込みは、量子トンネル効果により電子を浮遊ゲート内に注入することで行われる。回路基板であるN型半導体を接地電位にし、微小な電流によって制御ゲートに書き込み電圧を印加する。浮遊ゲート内に蓄積された電子が情報を記憶する。
書き込みはページ単位で行われ、同一ページ内の全てのセルに対して、同時に制御ゲートに書き込み電圧を印加することで書き込み動作が行われる。
読み出し
ページ単位で読み出し動作が行われる。選択しないセルの制御ゲートに電圧をかけ導通状態にする。選択したセルの浮遊ゲートに電子がある一定量ある場合にはソースとドレイン間に電流があまり流れず、この状態が"0"とされる。また、浮遊ゲートに電子がある一定量ない場合にはソースとドレイン間に電流が比較的流れ、この状態が"1"とされる。

## SLCとMLC
1つのセルの浮遊ゲートにある電子の蓄積量、つまり電荷の量が"Hi"か"Low"かで1ビットの情報を記録する方式を「SLC」(Single Level Cell) と呼ぶ。また、電荷の量の違いを4つ以上の多値で判断することで2ビット以上を記録する方式を「MLC」(Multi Level Cell) と呼ぶ。
電荷量の区別のため、2ビットのものを単に「MLC」として、3ビットのものを「TLC」(Triple Level Cell) と表記する場合や、また、2ビットのものを「MLC-2」、3ビットのものを「MLC-3」などと表すことがある。

## ブロックとページ
NAND型では、セルを駆動するのに必要な導線を複数のセルで共有している。このためデータの書き込み、読み込みはページと呼ばれる複数ビット単位で、消去はブロックとよばれる前述のページを複数でひとまとめにした単位で一括して行われる。このためNAND型フラッシュメモリの動作は以下の3つが基本となる。
- ページ読み出し
- ページ書き込み
- ブロック消去

標準的なSLCでのページ/ブロック構成
- 1ページ：2,112バイト (2,048＋64)
  - ユーザデータエリア：2,048バイト
  - 冗長エリア：64バイト

- 1ブロック：64ページ、135,168バイト（2,112×64 ユーザデータ131,072バイト）

ブロックあたりのページ数は1列に直列にするセルの数になる。1ページ2,112バイト、1ブロック64ページの場合、1ブロックにはセル64素子を直列にした列が16,896列 (2,112×8) あることになる。
ブロックとページの弊害
上記のように消去動作は複数ページを含むブロック単位でしか行えず、また、1動作では上書きできずに消去してから書き込みを行う必要があるため、1ページの書き替えでも（SLCの場合）一度1ブロック64ページ全ての内容をNAND型フラッシュメモリの外部に読み出して、一時的に保持しておき、1ブロック64ページ全てを消去する必要がある。NAND型フラッシュメモリの外部の記憶領域で必要な書き換えの加工処理を行ってから、その消去済みのブロックに改めて書き戻す動作が行われる。

## 寿命
フラッシュメモリにも寿命がある。書き換え可能回数に上限があるほか、記録内容の保持期間も有限（最大で10年から数十年）であり、劣化により書き込んだ情報はいつか失われる。また回路構造上、NOR型よりもNAND型の方が劣化が進みやすい。また、データを常に記録するような用途で使用すると、特性上急激な劣化（不良ブロック）が発生し、製品寿命が著しく短くなることが予測されるという。

### 書き換え回数の制限
浮遊ゲートへ電子の注入と引き抜きを何度も繰り返すと、トンネル酸化膜 (Tunnel Oxide) と呼ばれる絶縁層である酸化膜を電子が通過するために、格子欠陥と呼ばれる、電子が通過しやすい箇所が増大していき、この層が劣化してゆく。やがて格子欠陥が層を貫通し電子が通過してしまい、正常に情報の記録が行えないセルが生じ、このセルを含むブロックは不良ブロックとなる。この時の誤りは後述の誤り訂正の仕組みでかなりの程度までは訂正される。この一度生じた不良ブロックは回復することなく、この不良ブロックを使用しないように管理をする必要がある。
一般的なデータ書き込みおよび消去後、不良ブロックの検知処理を行い、不良ブロックを管理するロジックが組み込まれている。不良ブロックと検知されたブロックは冗長バイト内に不良ブロックを示すフラグ情報が書き込まれる。
書き換え頻度の上限回数は各社の企業秘密であり、公表はされていないが、SLCで10万回程度、MLCで1万回程度の消去・書き込みが上限ではないかと言われている。
メモリセルに対する読み書きによってゲート酸化膜の劣化が進行すると、電荷の蓄積量が当初の設計値とずれてしまい、"0"と"1"の差異が判別できなくなることで寿命となるが、読み書きが全く行われないブロックでも近隣セルの動作に伴って電圧が加わるため、「読み出しディスターブ」 (Read Disturb) と呼ばれる劣化が進行する。

## データのエラー訂正
NAND型の欠点として、書き込み時のエラービットの発生が比較的多いことが挙げられる。これは、書き込み時に過剰な電子が浮遊ゲート内に注入されてしまうことにより、読み出し時にセルからの出力電圧異常が発生することや、書き換え回数の上限に起因する。このためNAND型では、ページ内の誤り訂正コードを演算し、冗長記憶エリアにこの誤り訂正コードを書き込む。
また、読み出し時に要求の記憶番地に該当するユーザデータと誤り訂正コードを演算し誤りがないか確認し、誤りがあれば訂正処理を行い、必要ならば不良ブロック処理を行う。

## ウェアレベリング
NAND型ではデータの書き換えおよび消去を繰り返すとセルが劣化し、データを書き込むことができなくなる。このため特定のブロックのみにデータの書き込み消去が集中するとそのブロックだけ早く寿命を迎えてしまう結果をもたらす。
この現象を回避するのがウェアレベリングである。ウェアレベリングにはいくつかの手法があるが、NAND型フラッシュメモリを使った記憶媒体では、メモリチップ外部からのアドレス信号をチップ内部的に異なるアドレスに変換して、各ブロックの書き込み消去回数が平準化するようにする手法が広く用いられている。またこのアドレス変換情報もNAND型フラッシュメモリ内に書き込まれて保存される。なお、この変換アルゴリズムは複数存在し、記憶媒体のメーカの特許等になっている。

## 3次元NAND（V-NAND）
メモリセルを平面のみではなく、垂直にも並べた3次元構造のNAND型フラッシュメモリ。
2015年には16層、2025年には400層に達している。

## NAND型フラッシュメモリ市場規模
2001年ごろまでは、フラッシュメモリの市場規模全体からみてもNAND型は約10%程度を占めるに過ぎなかった。2003年頃からNAND型フラッシュメモリが成長し、金額ベースで2001年には全世界約8億ドルだったものが、2004年には約72億ドル規模となった。
NAND型の市場規模拡大に伴い、ビット当たりの単価も大幅に下落した。2006年にはワンチップに2ギガバイト（GBytes）の容量を持つものも登場し、小容量ハードディスクとの競合が始まっている。
また、2008年8月に東芝がチップ当り32GbitのNAND型フラッシュメモリを発表し、同年第4四半期から量産を開始している。2013年7月には、米Micron Technologyが128Gbit MLC NANDフラッシュメモリを発表し、同年第4四半期から出荷を開始する。

### 世界シェア
2021年現在の世界シェアは、1位がサムスン電子で30.1%、2位がキオクシア（旧東芝メモリ）で20%、3位がSKハイニックスで13.3%、4位がウエスタンデジタルで13.1%、5位がマイクロン・テクノロジーで10.5%である。